# 418 v.Chr.
Het jaar 418 v.Chr. is een jaartal volgens de christelijke jaartelling.

## Gebeurtenissen

### Griekenland
- Koning Agis II van Sparta verslaat Argos, Mantinea en Athene in de Slag bij Mantinea. Dit is de grootste veldslag van de Peloponnesische Oorlog.
- Alcibiades probeert de Atheners te overtuigen voor een expeditie naar Sicilië, om Syracuse te veroveren.

## Geboren
- Iphicrates (ca. 418 - ca. 355 v.Chr.), Atheens veldheer